# Florence (Oregon)
Florence – miasto w Stanach Zjednoczonych, w stanie Oregon, w hrabstwie Lane.